# Čarrúa (jezična porodica)
Charruan, porodica indijanskih jezika i plemena iz Urugvaja i susjednih predjela Argentine i Brazila, sada potpuno izumrla. Porodica dobiva ime po Charrúa Indijancima, ostali članovi bili su: Beguá,  Bohane, Chaná, Guenóa (Güenoa), Minuane (Minuano) (u Entre Ríos, Argentina), Timbúes, Yaro.
Alexander F. Chamberlain porodicu vodi kao samostalnu, isto čine i Rivet i Loukotka. Porodicu Charruan mlađi jezikoslovci ponekad povezuje s Guaycuruan jezicima u širu porodicu Guaycuru-Charruan.

## Vanjske poveznice
- Familia Charrúan